# Aawangen
Aawangen ist eine ehemalige Ortsgemeinde und eine Ortschaft der Gemeinde Aadorf im Bezirk Münchwilen des Schweizer Kantons Thurgau.
Die Ortsgemeinde Aawangen gehörte von 1803 bis 1995 zur Munizipalgemeinde Aadorf.
1996 vereinigte sich Aawangen mit den Ortsgemeinden Aadorf, Ettenhausen, Guntershausen bei Aadorf und Wittenwil zur politischen Gemeinde Aadorf.

## Geographie
Aawangen ist ein Kirchdörflein an der Lützelmurg mit den Weilern Burg, Friedtal, Huzenwil und Moos sowie dem erst im 18. Jahrhundert um die Taverne "Zum Häusli" entstandenen, seit 1980 als Wohnort der Agglomeration Frauenfeld stark wachsenden Häuslenen.
Zur Ortsgemeinde Aawangen gehörte die Ortschaft Häuslenen, die am 31. Dezember 2023 516 Einwohner zählte.

## Geschichte

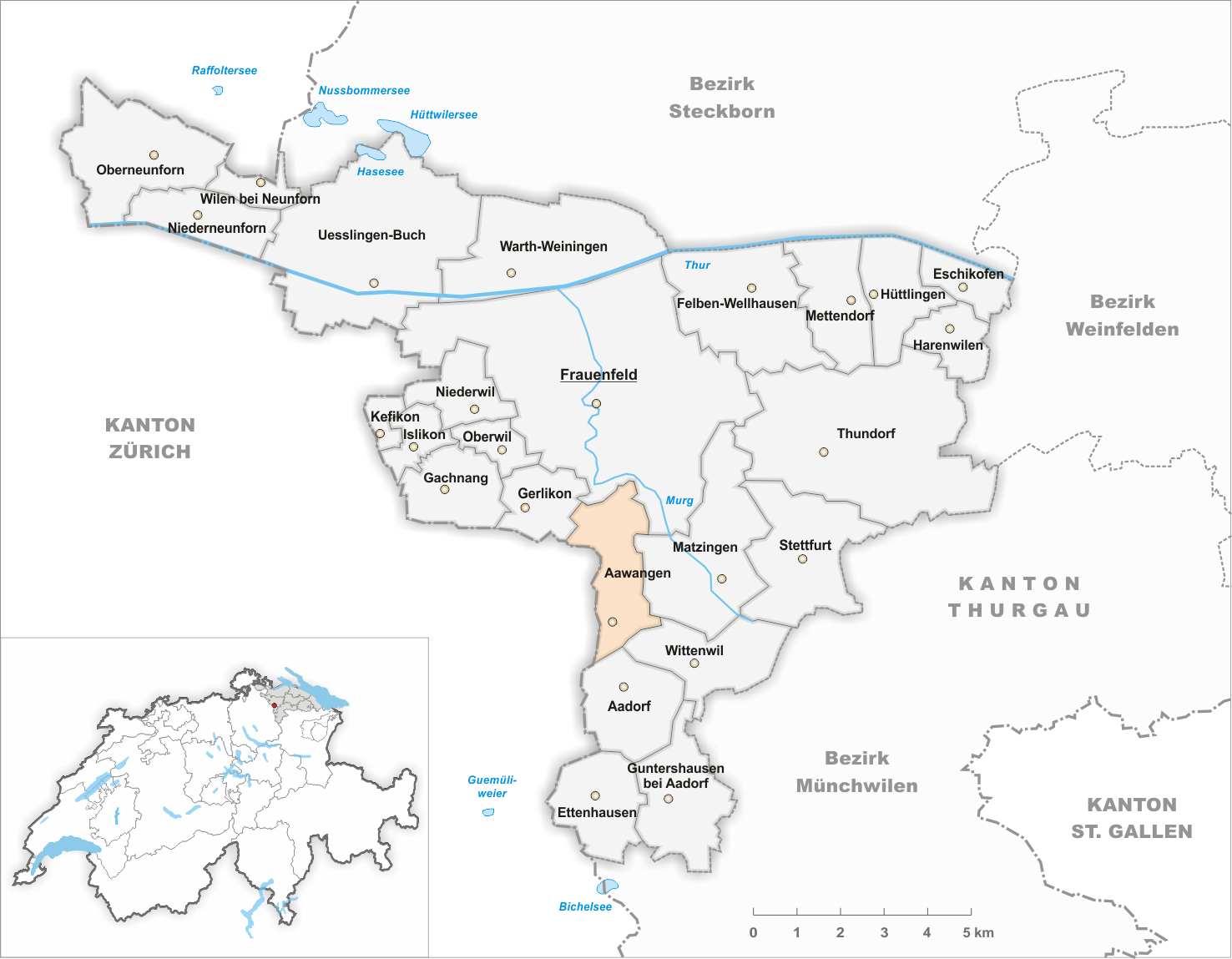
Gemeindestand vor der Fusion im Jahr 1996

Aawangen wurde 839 als Oninwanc erstmals urkundlich erwähnt. Das Stift Kreuzlingen löste im 12. Jahrhundert die wichtigsten früheren Grundherren wie das Kloster St. Gallen und die Kyburger ab. Bis 1263 waren die Kyburger, ab 1264 die Habsburger Kastvögte. Letztere entfremdeten Aawangen dem Stift: 1340 erfolgte die Belehnung der Hohenlandenberger. 1520 bzw. 1522 erlangte Kreuzlingen seine alten Vogteirechte wieder. Bis 1798 wurde das niedere Gericht Aawangen durch Amtmänner verwaltet.
Die Pfarrei der Kirche St. Michael – ursprünglich eine Eigenkirche der Freiherren von Murkart – entstand im 12. Jahrhundert aus der Pastoration Kreuzlingens. 1280 erfolgte die Inkorporation. Dieses blieb auch nach der Reformation von 1529 bis 1848 Kollator. 1910 kam es zur Personalunion und 1967 dann zur Vereinigung mit der evangelischen Kirchgemeinde Aadorf. 1974 wurde die thurgauisch-zürcherische Kantonsgrenze zur Grenze der Kirchgemeinde,
und Hagenbuch wurde der reformierten Kirchgemeinde Elgg zugeteilt.
Im 19. Jahrhundert siedelte sich Industrie an. 1858 eine Papierfabrik und spätere Spinnerei, 1865 bis 1921 eine Wattefabrik und Fadenwäscherei.

## Bevölkerung
| Bevölkerungsentwicklung von Aawangen | Bevölkerungsentwicklung von Aawangen | Bevölkerungsentwicklung von Aawangen | Bevölkerungsentwicklung von Aawangen | Bevölkerungsentwicklung von Aawangen | Bevölkerungsentwicklung von Aawangen | Bevölkerungsentwicklung von Aawangen | Bevölkerungsentwicklung von Aawangen | Bevölkerungsentwicklung von Aawangen |
| ------------------------------------ | ------------------------------------ | ------------------------------------ | ------------------------------------ | ------------------------------------ | ------------------------------------ | ------------------------------------ | ------------------------------------ | ------------------------------------ |
| Jahr                                 | 1850                                 | 1930                                 | 1980                                 | 1990                                 | 2000                                 | 2010                                 | 2018                                 | 2023                                 |
| Ortsgemeinde                         | 264                                  | 215                                  | 256                                  | 465                                  |                                      |                                      |                                      |                                      |
| Ortschaft                            |                                      |                                      |                                      |                                      | 57                                   | 52                                   | 53                                   | 50                                   |
| Quelle                               | [ 2 ]                                | [ 2 ]                                | [ 2 ]                                | [ 2 ]                                | [ 7 ]                                | [ 8 ]                                | [ 3 ]                                | [ 4 ]                                |

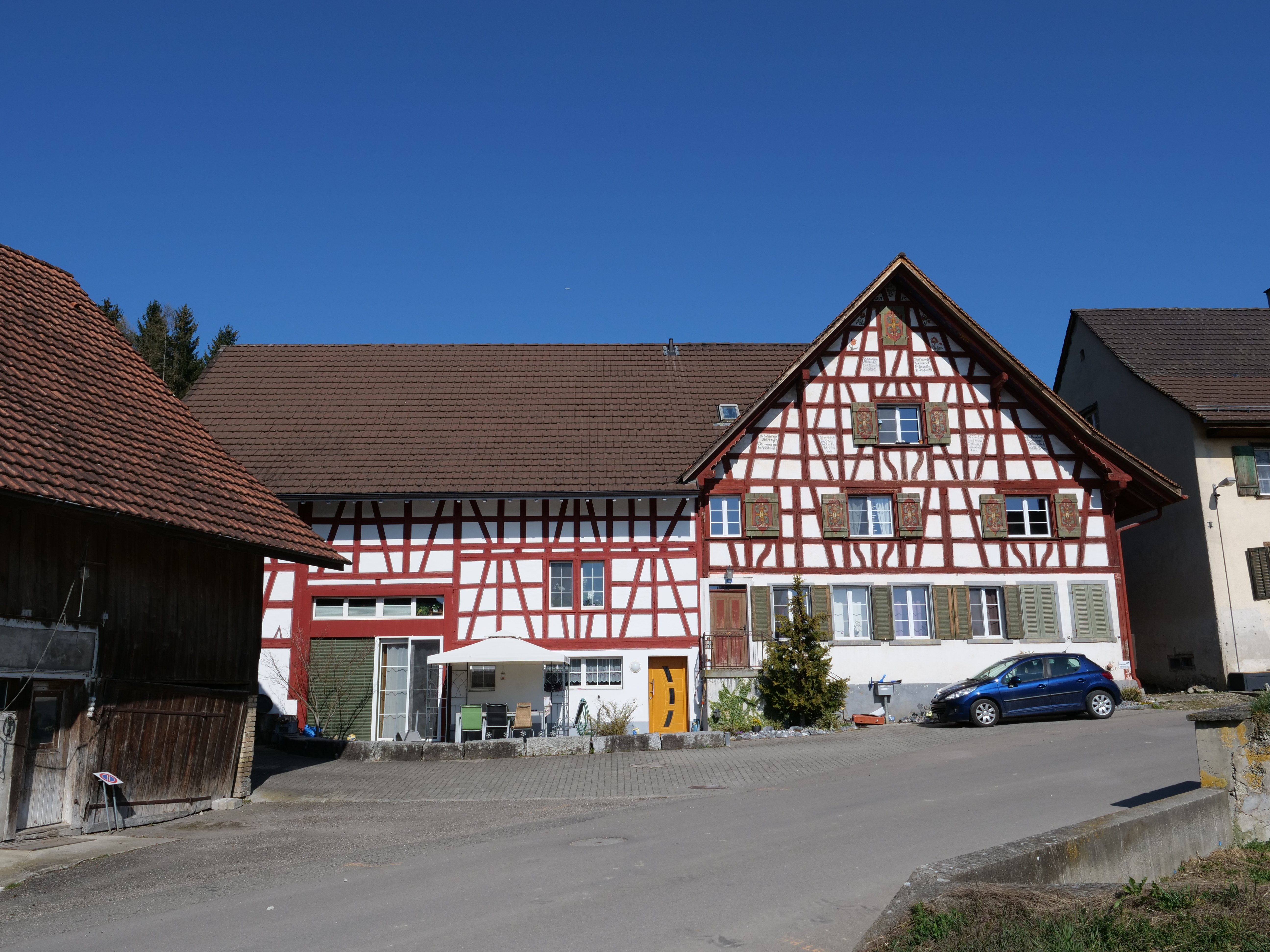
Spruchhaus Aawangen

Von den insgesamt 516 Einwohnern der Ortschaft Häuslenen am 31. Dezember 2023 waren 61 bzw. 11,8 % ausländische Staatsbürger. 187 (36,2 %) waren evangelisch-reformiert und 100 (19,4 %) römisch-katholisch.

## Sehenswürdigkeiten
Das Bauernhaus Spruchhaus ist in der Liste der Kulturgüter in Aadorf aufgeführt.